# Georg Ohm
Georg Simon Ohm (ur. 16 marca 1789 w Erlangen, zm. 6 lipca 1854 w Monachium) – niemiecki fizyk doświadczalny i matematyk, profesor politechniki w Norymberdze (1833–1849) i Uniwersytetu w Monachium (od 1849). Laureat Medalu Copleya (1841).
Ohm to autor prawa fizycznego nazwanego prawem Ohma.

## Życiorys
W roku 1811 uzyskał doktorat z matematyki na uniwersytecie w Erlangen (podobnie jak jego młodszy brat Martin (1792–1872), późniejszy profesor matematyki na Uniwersytecie Humboldta w Berlinie) i przez krótki okres był wykładowcą tego przedmiotu. Z powodu niskiej pensji i braku perspektyw kariery został nauczycielem matematyki i fizyki. W roku 1825 porzucił szkołę i zajął się eksperymentalną pracą badawczą w celu uzyskania stanowiska na uczelni. Po zainteresowaniu się fizyką napisał prace głównie z zakresu elektryczności i akustyki. Sformułował (1827) prawo opisujące związek pomiędzy natężeniem prądu elektrycznego a napięciem elektrycznym, znane współcześnie jako prawo Ohma. Badał nagrzewanie się przewodników przy przepływie prądu elektrycznego. Znalazł zależność oporu od formy geometrycznej przewodnika. W 1843 stwierdził, że najprostsze wrażenie słuchowe jest wywołane drganiami harmonicznymi. Jego prace, pisane skomplikowanym matematycznym językiem, długo nie były uznawane przez współczesnych mu fizyków.
Został pochowany na Starym Cmentarzu Południowym w Monachium.

## Upamiętnienie
Na jego cześć jednostce rezystancji nadano nazwę om.